# Ołeksandr Pisecki
Ołeksandr Pisecki (ur. 9 października 1869 w Kotuzowie, zm. w 1948 w Zełenem) – ukraiński galicyjski polityk i działacz społeczny, minister poczty i telegrafu w rządzie Kostia Łewyckiego.
Działacz Ukraińskiej Partii Narodowo-Demokratycznej, następnie Ukraińskiego Zjednoczenia Narodowo-Demokratycznego. Organizator pocztowych związków zawodowych. W latach 1918–1919 państwowy sekretarz (minister) poczty i telegrafu w rządzie Kostia Łewyckiego Zachodnioukraińskiej Republiki Ludowej.